# Barcadera
Barcadera (UN/LOCODE: AWBAR) is de belangrijkste zeehaven voor vrachtschepen van Aruba. Het bevindt zich in het district Santa Cruz, en werd op 12 april 2016 in gebruik genomen.

## Geschiedenis
In 1994 werden plannen gemaakt om een nieuwe haven te bouwen. De haven in Paardenbaai, Oranjestad was groot genoeg, maar de faciliteiten moesten worden gedeeld met cruiseschepen, hetgeen vaak leidde tot problemen. In 2011 werd begonnen met de containerterminal die in 2015 werd geopend. Op 12 april 2016 werd de haven van Barcadera officieel geopend door premier Mike Eman.
Omdat een gedeelte van de oude haven was vrijgekomen werd begonnen met het baggeren van de Paardenbaai. Het zand werd gebruikt om de 500 hectare land aan te winnen ter vergroting van de terminal in Barcadera.

## Vrije zone
Een gedeelte van de haven is aangemerkt als een van de twee vrije zones van Aruba. Voor gelicenseerde bedrijven die zich bezighouden met duurzame projecten, geldt 0% invoerrechten en andere belastingen, en 2% vennootschapsbelasting.